# کلارکتون (کارولینای شمالی)
کلارکتون (به انگلیسی: Clarkton) شهری در ایالت کارولینای شمالی کشور ایالات متحده آمریکا است که جمعیت آن در سرشماری سال ۲۰۱۰ میلادی، ۸۳۷ نفر بوده‌است.